# مافينيد
مافينيد (بالإنجليزية: Mafenide)‏ هو دواء يُستعمل في علاج:
- خمج جرثومي[8]